# Evangelische Stadtkirche Gudensberg

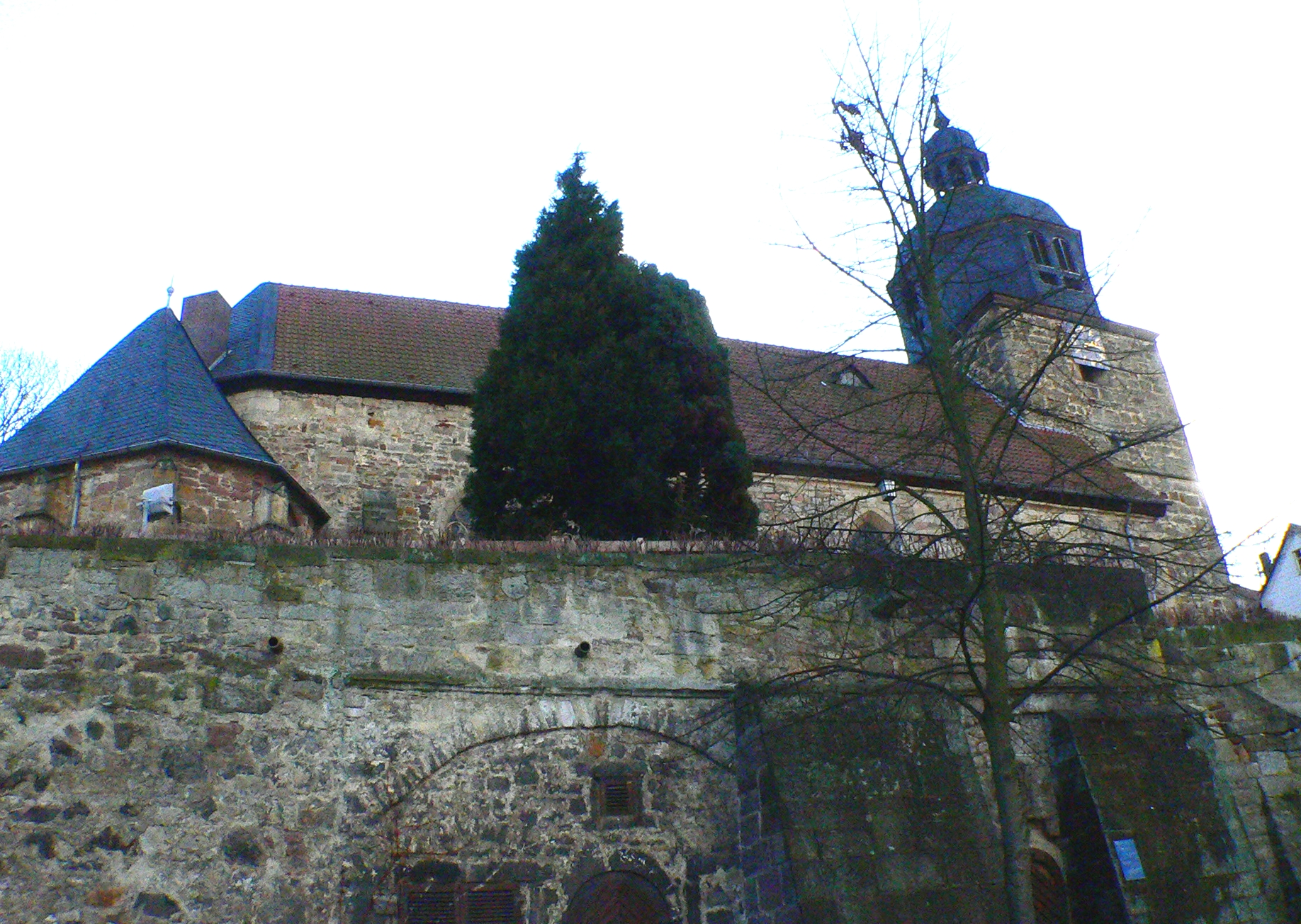
Die Stadtkirche (2008)

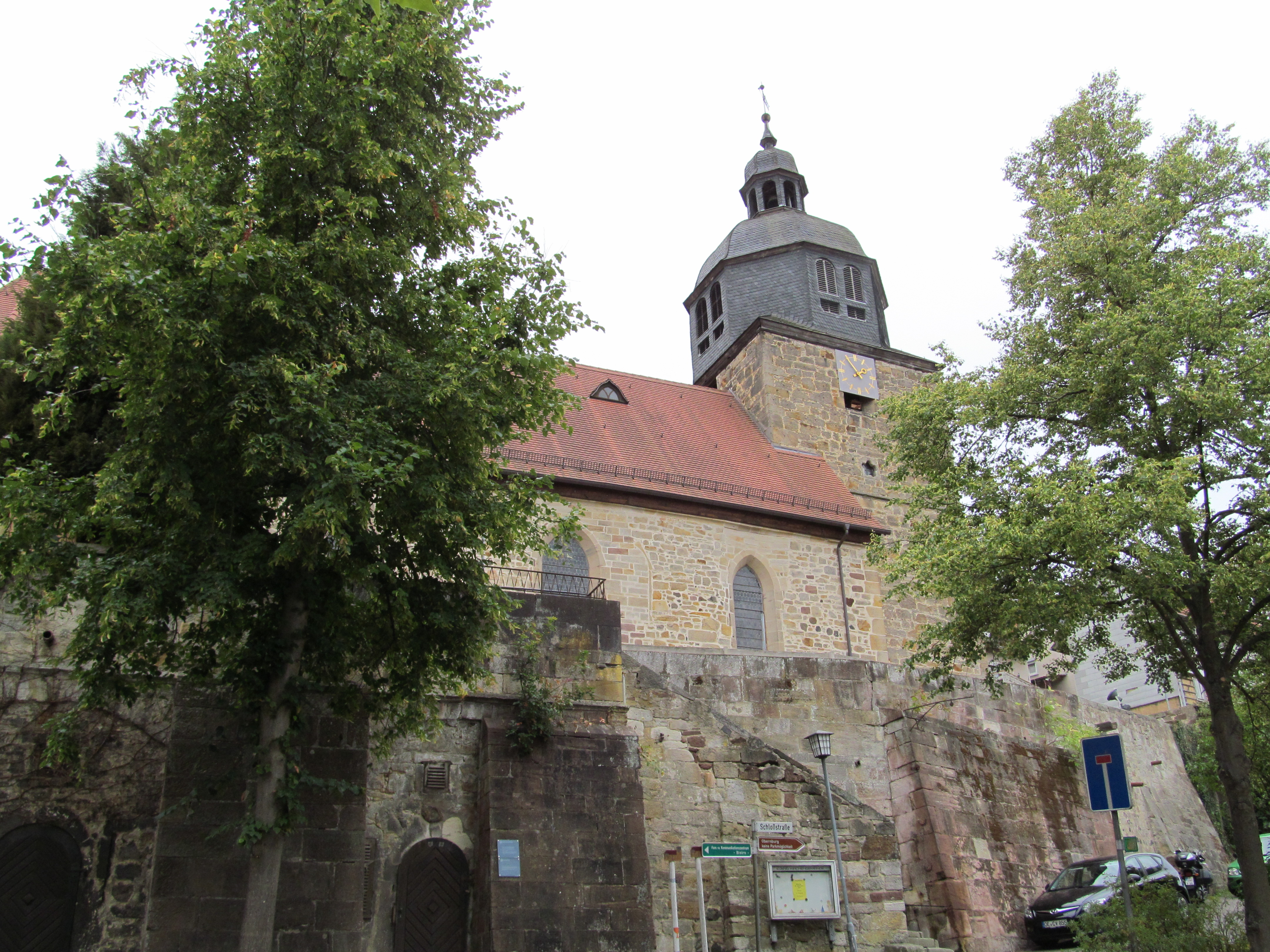
Die Stadtkirche (2018); beachtenswert die gewaltige Stützmauer

Die evangelische Stadtkirche „St. Margarethen“ (auch: „St. Margareten“) in Gudensberg ist eine in ihren Anfängen aus dem 13. Jahrhundert stammende und seit der Reformation von der evangelischen Kirchengemeinde genutzte Kirche in der Kernstadt von Gudensberg im nordhessischen Schwalm-Eder-Kreis. Sie steht am Nordhang des Schlossbergs südlich oberhalb des Alten Markts zwischen der Schlossstraße und der Straße Am Schlossberg und wird talseitig von mächtigen, senkrecht vom Alten Markt aufsteigenden Stütz- und Wehrmauern zur Altstadt hin abgeschirmt.

## Geschichte
Mit dem Bau der Kirche wurde im späten 13. Jahrhundert begonnen. Der im gotischen Baustil zuerst errichtete Chor mit einem Joch und 5/8-Schluss wurde 1271 der Margareta von Antiochia geweiht, der Schutzpatronin u. a. der Bauern, Jungfrauen, Ammen und Gebärenden. Das Kirchenpatronat besaßen die Landgrafen von Hessen. Das Maßwerk des Ostfensters im Chor ist frühgotisch und ornamentenreich, das der übrigen Fenster spätgotisch. Das Gewölbe mit Birnstabrippen ruht auf Konsolen.
Erst 65 Jahre später, im Jahre 1336, wurden das drei-jochige Kirchenschiff mt seinen Spitzbogenfenstern und der Turm fertiggestellt. Im Jahre 1500 kam schließlich an der Nordostseite des Chors die oval-achteckige Sakristeikapelle hinzu, mit spätgotischem Gewölbe – der Schlussstein trägt die Jahreszahl 1500 – und Maßwerkfenstern. An der Nordwestseite befindet sich ein Rundfenster mit vier Fischblasen.
Das Kirchenschiff und der Turm erfuhren im Laufe der Jahrhunderte mehrere Veränderungen. Das Schiff wurde 1595 erstmals verändert. Im 19. Jahrhundert wurde im Zuge einer Neubedachung der gesamten Kirche ein hölzernes Tonnengewölbe mit Querrippen eingezogen. 1851 wurden hölzerne Emporen eingebaut. Der wuchtige Turm im Westen mit der gewölbten Turmhalle und der Wendeltreppe an der Südseite erhielt nach einem Brand im Jahre 1736 eine barocke Haube mit Laterne an Stelle des ursprünglichen gotischen Spitzhelms mit vier Ecktürmchen.
Die neugotische Orgel wurde in den Jahren 1851 bis 1855 von den Orgelbauern Carl und Gustav Wilhelm aus Kassel errichtet und 1976 erneuert. Zwei reich verzierte Epitaphien im Kircheninneren sind die für Alexander Pflüger († 11. Februar 1575), landgräflicher Amtmann zu Gudensberg und Felsberg, und Jobb (Hiob) Schrendeis († 1574).